# Chołm (rejon bieszenkowicki)
Chołm (biał. Холм) – wieś na Białorusi, w sielsowiecie Sorżyca w rejonie bieszenkowickim obwodu witebskiego.

## Geografia
Miejscowość położona jest wśród jezior (Astrawienskaje, Biełaje i Saro), 8 km od drogi magistralnej M3 (Witebsk – Mińsk), 4 km od centrum administracyjnego osiedla wiejskiego (Sorżyca), 19 km od centrum administracyjnego rejonu (Bieszenkowicze), 33,5 km od stolicy obwodu (Witebsk), 190 km od Mińska.

## Demografia
W 2009 r. miejscowość zamieszkiwały 32 osoby.